# Givinostat
Givinostat (ou gavinostat) é um potêncial fármaco com propriedades anti-inflamatórias, antineoplásicas e antiangiogênese. Pertence a classe dos inibidores de HDAC (histone deacetylase).